# Robert W. Bussard
Robert W. Bussard (New York, 11 agosto 1928 – Santa Fe, 6 ottobre 2007) è stato un fisico statunitense, che ha lavorato principalmente nella ricerca dell'energia da fusione nucleare. Nel 2004 ha ricevuto lo Schreiber-Spence Achievement Award per lo STAIF-2004. Appartiene anche alla "International Academy of Astronautics" ed è un Ph.D. dell'Università di Princeton.

## Kiwi (Rover-A)
Nel giugno del 1955 Robert Bussard si trasferisce a Los Alamos dove si unisce alla divisione di propulsione nucleare del Project Rover, che disegnava motori a razzo termico nucleare per eventuali astronavi. Bussard e R.D. DeLauer scrissero due monografie importanti sulla propulsione nucleare, Nuclear Rocket Propulsion e Fundamentals of Nuclear Flight.

## Ramjet di Bussard
Nel 1960, Robert Bussard concepisce il collettore di Bussard, un mezzo di propulsione interstellare per lo spazio esterno alimentato dalla fusione nucleare dell'idrogeno raccolto dal gas del mezzo interstellare con un gigantesco campo magnetico. A causa della presenza di particelle ad alta energia nello spazio (che sono radiazione ionizzante), buona parte del mezzo interstellare esiste in uno stato ionizzato (regioni H II) che può essere manipolato da campi magnetici o elettrici. Bussard proponeva di "scoop" l'idrogeno ionizzato e di incanalarlo in un reattore a fusione nucleare, usando lo scarico del reattore come un motore a razzo.

### Il Polywell
Robert Bussard lavorava ad un promettente tipo di fusore nucleare a confinamento elettrostatico (classe "IEC fusor"), denominato Polywell, che ha una griglia schermata magneticamente (MaGrid) e in due decenni riuscì a costruire ed a testare alcuni (15) dispositivi esperimentali, dal 1994 fino al 2006. Il contratto di finanziamento della U.S. Navy che sosteneva queste ricerche finì mentre Bussard eseguiva ancora esperimenti a piccola scala. Nonostante tutto i test finali dell'ultimo dispositivo che lui vide, lo WB-6, sembra che abbiano risolto i rimanenti problemi di fisica nucleare, e la costruzione di un reattore Polywell di potenza diventava soltanto una questione di tempo e di finanziamenti. Temporaneamente, in attesa di altri fondi, i laboratori EMC² dovettero chiudere.
In seguito vennero trovati ulteriori finanziamenti, il lavoro riprendeva e il prototipo WB-7 venne costruito e testato. Infine la ricerca proseguì con la costruzione del WB-8 nel 2010, dispositivo apparentemente testato con successo (più di 500 accensioni nel 2011), da quanto risulta dagli scarni dati del sito istituzionale del "Recovery Act" statunitense. I progressi sono in parte coperti dal segreto militare imposto dalla Marina statunitense.

## Morte
Robert Bussard è deceduto per mieloma multiplo il 6 ottobre del 2007 all'età di 79 anni.